# Christine Boisson
Christine Boisson (Salon-de-Provence, 8 de abril de 1956 – Nice, 21 de outubro de 2024) foi uma atriz francesa.

## Biografia
Boisson nasceu em Salon-de-Provence em 8 de abril de 1956; sua mãe era francesa e seu pai era das Índias Ocidentais. Depois que ela se registrou em uma agência de modelos, Just Jaeckin gostou de sua foto e conseguiu um papel no filme Emmanuelle, estrelado por Sylvia Kristel. Então ela conseguiu mais alguns papéis no cinema, mas também continuou a estudar atuação.
Em 1977, ela fez sua estreia nos palcos em A Gaivota, de Tchekhov, dirigido por Bruno Bayen. Em 1984, ela recebeu o Prix Romy Schneider (prêmios de atriz mais promissora) por Rue Barbare. Em 2005, ela estrelou a peça teatral Viol de Botho Strauß (baseada em Titus Andronicus), dirigida por Luc Bondy.
Em 2010, foi amplamente divulgado que ela havia tentado suicídio depois de escalar o parapeito de seu apartamento no 5º andar e ser parada pelos bombeiros. Em uma entrevista posterior, ela disse que fez isso depois de uma discussão com o namorado na época como um ato de manipulação psicológica, uma ação da qual ela não se orgulhava. Ela também descreveu ter crescido com uma mãe abusiva que constantemente a lembrava de que ela quase havia morrido ao dar à luz e abusado sexualmente dela e de seu irmão.
Boisson morreu de doença pulmonar em uma casa de repouso em Paris em 21 de outubro de 2024, aos 68 anos. Ela teve uma filha.

## Morte
Boisson morreu duma doença pulmonar em 21 de outubro de 2024, aos 68 anos.

## Filmografia
- 1973: The Mad Adventures of Rabbi Jacob - Une invitée au mariage (não creditado)
- 1974: Love at the Top (dirigido por Michel Deville) - Jeune fille nue chez Flora (não creditado)
- 1974: La Bonne Nouvelle (curta, dirigido por André Weinfeld) - Florence / The Sister
- 1974: Emmanuelle (1974, dirigido por Just Jaeckin) - Marie-Ange
- 1975: Playing with Fire (dirigido por Alain Robbe-Grillet) - Christina, la fille dans la malle / Desdémone
- 1975: Thomas - Sophie
- 1975: Divine
- 1975: Flic Story (dirigido por Jacques Deray) - Jocelyne
- 1976: Naked Massacre (dirigido por Denis Héroux) - Christine
- 1977: Adom ou Le sang d'Abel - La femme de Caïn
- 1980: Extérieur, nuit (dirigido por Jacques Bral) - Cora
- 1981: Seuls (dirigido por Francis Reusser) - Carole
- 1981: La chanson du mal aimé
- 1982: Identificazione di una donna (dirigido por Michelangelo Antonioni) - Ida
- 1982: Wings of Night (dirigido por Hans Noever) - Rosa
- 1984: Rue barbare (dirigido por Gilles Béhat) - Emma-la-Rouge, dit 'Manu', membre de la bande à Manu
- 1984: Liberté la nuit (dirigido por Philippe Garrel) - Gémina
- 1984: Paris vu par... 20 ans après (dirigido por Philippe Garrel) - Genie (segment 3)
- 1986: L'aube (dirigido por Miklós Jancsó) - Iliana
- 1986: Rue du Départ (dirigido por Tony Gatlif) - Mimi
- 1986: Le passage (dirigido por René Manzor) - Catherine Diaz
- 1987: Jenatsch (dirigido por Daniel Schmid) - Nina
- 1987: Le moine et la sorcière (dirigido por Suzanne Shiffman) - Elda
- 1987: Unsettled Land (dirigido por Uri Barbash) - Sima
- 1988: La maison de jeanne (dirigido por Magali Clément) - Jeanne
- 1989: Radio corbeau (dirigido por Yves Boisset) - Agnès Deluca - journaliste à France Hebdo
- 1989: Un amour de trop - Sandra
- 1990: Il y a des jours... et des lunes (dirigido por Claude Lelouch) - La femme au petit caillou / The innkeeper's wife
- 1991: Caldo soffocante (dirigido por Giovanna Gagliardo) - Marie Christine
- 1992: My Wife's Girlfriends (dirigido por Didier Van Cauwelaert) - Victoire Jollin
- 1992: Oh pardon ! Tu dormais... (TV Movie, dirigido por Jane Birkin) - Elle
- 1993: Une nouvelle vie (dirigido por Olivier Assayas) - Laurence
- 1993: Les marmottes (dirigido por Élie Chouraqui) - Marie-Claire
- 1994: Pas très catholique (dirigido por Tonie Marshall) - Florence
- 1997: L'Homme idéal (dirigido por Xavier Gélin) - Nicole
- 2000: En face (dirigido por Mathias Ledoux) - Clémence / Housekeeper
- 2000: Only you (dirigido por Laetitia Masson) - The home's head mistress
- 2000: La mécanique des femmes (dirigido por Jérôme de Missolz)
- 2000: In extremis - Caroline
- 2000: La manipulation (dirigido por Nicolao Opritescu)
- 2002: The Truth About Charlie (dirigido por Jonathan Demme) - Commandant Dominique
- 2004: Maigret et L’Ombre Chinoise—The shadow Puppet (TV Series) - Germaine Martin
- 2004: La manipulation (dirigido por Marius Theodor Barna)
- 2008: J'ai rêvé sous l'eau - Fabienne
- 2009: All About Actresses - La prof de théâtre
- 2009: Une affaire d'état - Mado

## Teatro
- 1977–1978: La mouette de Anton Chekhov (dirigido por Bruno Bayen)
- 1978: La mouette reprise no Théâtre Nanterre-Amandiers
- 1978: Etre vidé (dirigido por Remo Girones)
- 1978: Et pourtant ce silence ne pouvait de Magnan
- 1978: Antoine et Cléopâtre de William Shakespeare
- 1978: Périples, prince de Tyr de Shakespeare (dirigido por Roger Planchon) - T.N.P. Villeurbanne
- 1979: Lorenzaccio de Alfred de Musset (dirigido por Otomar Krejča)
- 1980–1981: La trilogie du revoir de Botho Strauss (dirigido por Claude Régy) - Théâtre Nanterre-Amandiers
- 1981–1982: Grand et petit de Botho Strauss (dirigido por Claude Régy) - T.N.P. Villeurbanne
- 1984: Par les villages de Peter Handke (dirigido por Claude Régy) - Théâtre national de Chaillot
- 1988: Des sentiments soudains de Jean-Louis Livi (dirigido por Jean Bouchaud) - Théâtre de la Renaissance
- 1989: Andromaque de Racine (dirigido por Roger Planchon) - T.N.P. Villeurbanne
- 1991–1992: C'était hier de Harold Pinter (dirigido por Sami Frey) - Tour
- 1993: La mégère apprivoisée de William Shakespeare (dirigido por Jérôme Savary) - Théâtre national de Chaillot, Théâtre de Nice
- 1995: Démons de Lars Norén (dirigido por Gérard Desarthe) - Théâtre de Vidy Lausanne, Tour 1996
- 1998: Ashes to Ashes de Harold Pinter (dirigido por Harold Pinter) - Théâtre du Rond-Point des Champs-Élysées
- 2001: Les monologues du vagin de Eve Ensler (dirigido por François-Louis Tilly) - Petit Théâtre de Paris
- 2002: La campagne de Martin Crimp (dirigido por Louis-Do de Lencquesaing)
- 2002: Le collier d'Hélène de Carole Frechette (dirigido por Michel Dumoulin)
- 2003: Les monologues du vagin
- 2005: Viol de Botho Strauss (dirigido por Luc Bondy)